# Madeleine Renaud
Madeleine Renaud (Paris, 21 de fevereiro de 1900 – Paris, 23 de setembro de 1994), foi uma atriz francesa.

## Biografia

Madeleine Renaud em visita ao Brasil.

Ela obteve o primeiro prêmio de interpretação em comédia na Comédie-Française, onde interpretou todos os grandes papéis femininos dos clássicos mundiais para teatro.
Casou-se primeiro com o ator Charles Granval com quem teve um filho mas o casamento durou pouco e ela conheceu em seguida o ator Jean-Louis Barrault, com quem se casou em 1940 e viveu mais de 50 anos, até que ele morreu, nove meses antes do que ela, em janeiro de 1994.
Com Barrault ela fundou sua própria companhia de teatro, Renaud-Barrault, com a qual viajou o mundo, inclusive se apresentando no Brasil.
Também fez cinema, onde estreou ainda na década de 1930, e sua última aparição na tela foi em 1988, dirigida por Luigi Comencini em A Luz do Lago.

## Filmografia selecionada
- Vent debout (1923)
- La Terre qui meurt (1927) - Roussille Lumineau
- Jean de la Lune (1929) - Marceline
- Serments (1931) - Maria
- Mistigri (1931) - Nell 'Mistigri' Marignan
- La couturière de Lunéville (1932) - Anna Tripied / Irene Salvago
- The Beautiful Sailor (1932) - Marinette
- La Maternelle (1933) - Rose
- The Tunnel (1933) - Mary Mac Allan
- Maria Chapdelaine (1934) - Maria Chapdelaine
- Helene (1936) - Hélène Wilfur
- The Strange Monsieur Victor (1938)
- Stormy Waters (1941) - Yvonne Laurent (como Madeleine Renaud de la Comédie Francaise)
- Lumière d'été (1943)
- The Stairs Without End (1943)
- The Woman Who Dared (1944) - Thérèse Gauthier
- Le Plaisir (1952) - Julia Tellier (segment "La Maison Tellier")
- Dialogue with the Carmelites (1960) - La première prieure
- The Longest Day (1962) - Madre Superiora
- The Devil by the Tail (1969)